# 15304 Wikberg
15304 Wikberg è un asteroide della fascia principale. Scoperto nel 1992, presenta un'orbita caratterizzata da un semiasse maggiore pari a 2,8650113 UA e da un'eccentricità di 0,3309142, inclinata di 16,16510° rispetto all'eclittica.